# My Love: Essential Collection
My Love: Essential Collection — третий англоязычный сборник лучших хитов канадской певицы Селин Дион. Он был выпущен лейблом Columbia Records 24 октября 2008 года как продолжение её предыдущего англоязычного сборника All the Way… A Decade of Song (1999). В примечаниях к альбому она посвятила этот сборник песен, записанных в период с 1990 по 2008 год, своим поклонникам, которые поддерживали её на протяжении многих лет. My Love: Essential Collection был выпущен в виде единого диска, состоящего из самых успешных синглов Дион, таких как «My Heart Will Go On», «Because You Loved Me», «The Power of Love», «It’s All Coming Back to Me Now» и др. Расширенное издание из двух дисков под названием My Love: Ultimate Essential Collection содержит больше хитов и редких песен, которые ранее не появлялись в её альбомах. В обе версии сборника вошла новая песня «There Comes a Time». Альбом не был выпущен в Японии, потому что Sony Music Entertainment решила выпустить там другой сборник — Complete Best.
My Love: Essential Collection получил положительные отзывы критиков и имел коммерческий успех. Он возглавил чарты альбомов в Нидерландах, Бельгии и Ирландии, а также чарт сборников во Франции. Альбом дебютировал под номером два в Канаде, под номером пять в Великобритании и под номером восемь в США, а также стал четырежды платиновым в Великобритании, дважды платиновым в Канаде и Ирландии, платиновым в Бельгии и золотым в Мексике, Финляндии, Новой Зеландии и Венгрии. Первым синглом из альбома стала полуавтобиографическая песня «My Love», написанная для Дион Линдой Перри и впервые изданная на альбоме Taking Chances (2007). Вместо «My Love» во Франции в качестве промосингла был выпущен ремикс на «I’m Alive». В июле 2011 года My Love: Ultimate Essential Collection был переиздан с тем же списком треков под названием The Essential в рамках одноимённой серии Sony Music. Ограниченное издание под названием The Essential 3.0 также было выпущено в США в августе 2011 года с бонусным третьим компакт-диском из семи дополнительных треков.

## Список композиций
| №                   | Название                                       | Автор(ы)                                                    | Продюсер(ы)                                                           | Длительность |
| ------------------- | ---------------------------------------------- | ----------------------------------------------------------- | --------------------------------------------------------------------- | ------------ |
| 1.                  | «Where Does My Heart Beat Now»                 | Роберт Уайт Джонсон Тейлор Родс                             | Кристофер Нил                                                         | 4:33         |
| 2.                  | «Beauty and the Beast» (дуэт с Пибо Брайсоном) | Алан Менкен Ховард Эшман                                    | Уолтер Афанасьефф                                                     | 4:04         |
| 3.                  | «If You Asked Me To»                           | Дайан Уоррен                                                | Гай Рош                                                               | 3:55         |
| 4.                  | «The Power of Love» (radio edit)               | Гюнтер Менде Кэнди Деруж Дженнифер Раш Мэри Сьюзан Эпплгейт | Дэвид Фостер                                                          | 4:49         |
| 5.                  | «My Love» (live version)                       | Линда Перри                                                 | Перри                                                                 | 5:04         |
| 6.                  | «Because You Loved Me»                         | Уоррен                                                      | Фостер                                                                | 4:35         |
| 7.                  | «The Power of the Dream»                       | Фостер Бэбифейс Линда Томпсон                               | Фостер Бэбифейс                                                       | 4:30         |
| 8.                  | «It’s All Coming Back to Me Now»               | Джим Стайнман                                               | Стайнман Стивен Ринкофф Рой Биттан                                    | 7:37         |
| 9.                  | «All by Myself»                                | Эрик Кармен Сергей Рахманинов                               | Фостер                                                                | 5:08         |
| 10.                 | «My Heart Will Go On»                          | Джеймс Хорнер Уилл Дженнингс                                | Афанасьефф Хорнер                                                     | 4:41         |
| 11.                 | «I'm Your Angel» (дуэт с Ар Келли)             | Келли                                                       | Келли                                                                 | 5:31         |
| 12.                 | «That’s the Way It Is»                         | Кристиан Лундин Макс Мартин Андреас Карлссон                | Мартин Лундин                                                         | 4:03         |
| 13.                 | «A New Day Has Come» (radio remix)             | Альдо Нова Стефан Моккио                                    | Рик Уэйк Афанасьефф Нова Ричи Джонс Кристиан ван Баркхолдер Марк Долд | 4:23         |
| 14.                 | «I’m Alive»                                    | Лундин Карлссон                                             | Лундин Уэйк Р. Джонс                                                  | 3:30         |
| 15.                 | «I Drove All Night»                            | Билли Стейнберг Том Келли                                   | Пир Асторм Вито Люпрано                                               | 4:00         |
| 16.                 | «Taking Chances»                               | Кара Диогуарди Дэйв Стюарт                                  | Джон Шэнкс                                                            | 4:07         |
| 17.                 | «There Comes a Time»                           | Йорген Элофссон Лиз Родригес                                | Эммануил Кириаку                                                      | 4:03         |
| Общая длительность: | Общая длительность:                            | Общая длительность:                                         | Общая длительность:                                                   | 78:33        |

| №                   | Название                                       | Автор(ы)                                 | Продюсер(ы)                                   | Длительность |
| ------------------- | ---------------------------------------------- | ---------------------------------------- | --------------------------------------------- | ------------ |
| 1.                  | «My Heart Will Go On»                          | Хорнер Дженнингс                         | Афанасьефф Хорнер                             | 4:41         |
| 2.                  | «Think Twice»                                  | Энди Хилл Питер Синфилд                  | Нил Нова                                      | 4:48         |
| 3.                  | «It’s All Coming Back to Me Now» (edit)        | Стайнман                                 | Стайнман Ринкофф Биттан                       | 5:20         |
| 4.                  | «A New Day Has Come» (radio remix)             | Нова Моккио                              | Уэйк Афанасьефф Нова Р. Джонс Баркхолдер Долд | 4:23         |
| 5.                  | «My Love» (live version)                       | Перри                                    | Перри                                         | 5:04         |
| 6.                  | «Taking Chances»                               | Диогуарди Стюарт                         | Шэнкс                                         | 4:07         |
| 7.                  | «That’s the Way It Is»                         | Кристиан Лундин Мартин Карлссон          | Мартин Лундин                                 | 4:03         |
| 8.                  | «The Power of Love» (radio edit)               | Менде Деруж Раш Эпплгейт                 | Фостер                                        | 4:49         |
| 9.                  | «Because You Loved Me»                         | Уоррен                                   | Фостер                                        | 4:35         |
| 10.                 | «Tell Him» (дуэт с Барброй Стрейзанд)          | Томпсон Афанасьефф Фостер                | Фостер Афанасьефф                             | 4:51         |
| 11.                 | «Falling into You»                             | Стейнберг Рик Ноуэлс Мари Клер Д’Убальдо | Ноуэлс Стейнберг                              | 4:18         |
| 12.                 | «I Drove All Night»                            | Стейнберг Келли                          | Асторм Люпрано                                | 4:00         |
| 13.                 | «I'm Alive»                                    | Лундин Карлссон                          | Лундин Уэйк Р. Джонс                          | 3:30         |
| 14.                 | «All by Myself» (edited single version)        | Кармен Рахманинов                        | Фостер                                        | 4:00         |
| 15.                 | «Alone»                                        | Стейнберг Келли                          | Бен Муди                                      | 3:23         |
| 16.                 | «Immortality» (дуэт с Bee Gees)                | Барри Гибб Робин Гибб Морис Гибб         | Афанасьефф                                    | 4:12         |
| 17.                 | «Beauty and the Beast» (дуэт с Пибо Брайсоном) | Менкен Эшман                             | Афанасьефф                                    | 4:04         |
| 18.                 | «There Comes a Time»                           | Элофссон Родригес                        | Кириаку                                       | 4:03         |
| Общая длительность: | Общая длительность:                            | Общая длительность:                      | Общая длительность:                           | 78:11        |

| №                   | Название                              | Автор(ы)                                  | Продюсер(ы)                                   | Длительность |
| ------------------- | ------------------------------------- | ----------------------------------------- | --------------------------------------------- | ------------ |
| 1.                  | «The Power of Love» (radio edit)      | Менде Деруж Раш Эпплгейт                  | Фостер                                        | 4:49         |
| 2.                  | «Falling into You»                    | Стейнберг Ноуэлс Д’Убальдо                | Ноуэлс Стейнберг                              | 4:18         |
| 3.                  | «Because You Loved Me»                | Уоррен                                    | Фостер                                        | 4:35         |
| 4.                  | «It’s All Coming Back to Me Now»      | Стайнман                                  | Стайнман Ринкофф Биттан                       | 7:37         |
| 5.                  | «My Love» (live version)              | Перри                                     | Перри                                         | 5:04         |
| 6.                  | «All by Myself»                       | Кармен Рахманинов                         | Фостер                                        | 5:08         |
| 7.                  | «Tell Him» (дуэт с Барброй Стрейзанд) | Томпсон Афанасьефф Фостер                 | Фостер Афанасьефф                             | 4:51         |
| 8.                  | «My Heart Will Go On»                 | Хорнер Дженнингс                          | Афанасьефф Хорнер                             | 4:41         |
| 9.                  | «Immortality» (дуэт с Bee Gees)       | Б. Гибб Р. Гибб М. Гибб                   | Афанасьефф                                    | 4:12         |
| 10.                 | «That’s the Way It Is»                | Кристиан Лундин Мартин Карлссон           | Мартин Лундин                                 | 4:03         |
| 11.                 | «A New Day Has Come» (radio remix)    | Нова Моккио                               | Уэйк Афанасьефф Нова Р. Джонс Баркхолдер Долд | 4:23         |
| 12.                 | «I'm Alive»                           | Лундин Карлссон                           | Лундин Уэйк Р. Джонс                          | 3:30         |
| 13.                 | «Ten Days»                            | Нова Максим ле Форестье Жеральд де Палмас | Пальмас                                       | 3:37         |
| 14.                 | «I Drove All Night»                   | Стейнберг Келли                           | Асторм Люпрано                                | 4:00         |
| 15.                 | «Taking Chances»                      | Диогуарди Стюарт                          | Шэнкс                                         | 4:07         |
| 16.                 | «There Comes a Time»                  | Элофссон Родригес                         | Кириаку                                       | 4:03         |
| 17.                 | «One Heart»                           | Шэнкс Диогуарди                           | Шэнкс Диогуарди                               | 3:24         |
| Общая длительность: | Общая длительность:                   | Общая длительность:                       | Общая длительность:                           | 76:22        |

| №                   | Название                                       | Автор(ы)                                | Продюсер(ы)             | Длительность |
| ------------------- | ---------------------------------------------- | --------------------------------------- | ----------------------- | ------------ |
| 1.                  | «Where Does My Heart Beat Now»                 | Джонсон Родс                            | Нил                     | 4:33         |
| 2.                  | «Beauty and the Beast» (дуэт с Пибо Брайсоном) | Менкен Эшман                            | Афанасьефф              | 4:04         |
| 3.                  | «If You Asked Me To»                           | Уоррен                                  | Гай Рош                 | 3:55         |
| 4.                  | «Love Can Move Mountains» (edit)               | Уоррен                                  | Уэйк                    | 4:01         |
| 5.                  | «My Love» (live version)                       | Перри                                   | Перри                   | 5:04         |
| 6.                  | «The Power of Love» (radio edit)               | Менде Деруж Раш Эпплгейт                | Фостер                  | 4:49         |
| 7.                  | «(You Make Me Feel Like) A Natural Woman»      | Джерри Гоффин Кэрол Кинг Джерри Векслер | Фостер                  | 3:40         |
| 8.                  | «Because You Loved Me»                         | Уоррен                                  | Фостер                  | 4:35         |
| 9.                  | «The Power of the Dream»                       | Фостер Бэбифейс Томпсон                 | Фостер Бэбифейс         | 4:30         |
| 10.                 | «It’s All Coming Back to Me Now»               | Стайнман                                | Стайнман Ринкофф Биттан | 7:37         |
| 11.                 | «All by Myself»                                | Кармен Рахманинов                       | Фостер                  | 5:08         |
| 12.                 | «Pour que tu m’aimes encore»                   | Жан-Жак Гольдман                        | Гольдман Эрик Бензи     | 4:14         |
| 13.                 | «Tell Him» (дуэт с Барброй Стрейзанд)          | Томпсон Афанасьефф Фостер               | Фостер Афанасьефф       | 4:51         |
| Общая длительность: | Общая длительность:                            | Общая длительность:                     | Общая длительность:     | 61:01        |

| №                   | Название                                 | Автор(ы)                                             | Продюсер(ы)                                    | Длительность |
| ------------------- | ---------------------------------------- | ---------------------------------------------------- | ---------------------------------------------- | ------------ |
| 1.                  | «My Heart Will Go On»                    | Хорнер Дженнингс                                     | Афанасьефф Хорнер                              | 4:41         |
| 2.                  | «To Love You More» (radio edit)          | Фостер Джуниор Майлз                                 | Фостер                                         | 4:42         |
| 3.                  | «River Deep, Mountain High»              | Элли Гринвич Джефф Барри Фил Спектор                 | Стайнман Ринкофф                               | 4:10         |
| 4.                  | «I’m Your Angel» (дуэт с Ар Келли)       | Келли                                                | Келли                                          | 5:31         |
| 5.                  | «The Prayer» (дуэт с Андреа Бочелли)     | Кэрол Байер-Сейджер Фостер Альберто Теста Тони Ренис | Фостер Ренис Байер-Сейджер                     | 4:29         |
| 6.                  | «That’s the Way It Is»                   | Кристиан Лундин Мартин Карлссон                      | Мартин Лундин                                  | 4:03         |
| 7.                  | «A New Day Has Come» (radio remix)       | Нова Моккио                                          | Уэйк Афанасьефф Нова Р. Джонс Баркхолдер Долд  | 4:23         |
| 8.                  | «I’m Alive»                              | Лундин Карлссон                                      | Лундин Уэйк Р. Джонс                           | 3:30         |
| 9.                  | «I Drove All Night»                      | Стейнберг Келли                                      | Асторм Люпрано                                 | 4:00         |
| 10.                 | «Taking Chances»                         | Диогуарди Стюарт                                     | Шэнкс                                          | 4:07         |
| 11.                 | «There Comes a Time»                     | Элофссон Родригес                                    | Кириаку                                        | 4:03         |
| 12.                 | «Dance with My Father»                   | Лютер Вандросс Ричард Маркс                          | Джимми Джем Терри Льюис Джеймс «Биг Джим» Райт | 4:38         |
| 13.                 | «I Knew I Loved You»                     | Эннио Морриконе Алан Бергман Мэрилин Бергман         | Луиджи Кайола Куинси Джонс                     | 4:31         |
| 14.                 | «My Love» (radio version) (hidden track) | Перри                                                | Перри                                          | 4:09         |
| Общая длительность: | Общая длительность:                      | Общая длительность:                                  | Общая длительность:                            | 60:57        |

| №                   | Название                                         | Автор(ы)                      | Продюсер(ы)                  | Длительность |
| ------------------- | ------------------------------------------------ | ----------------------------- | ---------------------------- | ------------ |
| 1.                  | «Alone»                                          | Стейнберг Келли               | Муди                         | 3:23         |
| 2.                  | «Us»                                             | Билли Пейс                    | Умберто Гатика Пейс Стайнман | 3:23         |
| 3.                  | «The Reason»                                     | Кинг Марк Хадсон Грег Уэллс   | Джордж Мартин Джилс Мартин   | 5:01         |
| 4.                  | «Think Twice» (alternate version)                | Хилл Синфилд                  | Нил Нова                     | 4:28         |
| 5.                  | «When I Fall in Love» (дуэт с Клайвом Гриффином) | Эдвард Хейман Виктор Янг      | Фостер                       | 4:21         |
| 6.                  | «I Surrender»                                    | Луис Бианканиэльо Сэм Уоттерс | Фостер Саймон Франглен       | 4:49         |
| 7.                  | «Only One Road» (alternate version)              | Питер Зиззо                   | Уэйк                         | 4:49         |
| Общая длительность: | Общая длительность:                              | Общая длительность:           | Общая длительность:          | 32:37        |

| №                   | Название                                       | Автор(ы)                   | Продюсер(ы)                                   | Длительность |
| ------------------- | ---------------------------------------------- | -------------------------- | --------------------------------------------- | ------------ |
| 1.                  | «My Heart Will Go On»                          | Хорнер Дженнингс           | Афанасьефф Хорнер                             | 4:41         |
| 2.                  | «Think Twice»                                  | Хилл Синфилд               | Нил Нова                                      | 4:48         |
| 3.                  | «It’s All Coming Back to Me Now» (edit)        | Стайнман                   | Стайнман Ринкофф Биттан                       | 5:20         |
| 4.                  | «A New Day Has Come» (radio remix)             | Нова Моккио                | Уэйк Афанасьефф Нова Р. Джонс Баркхолдер Долд | 4:23         |
| 5.                  | «My Love» (live version)                       | Перри                      | Перри                                         | 5:04         |
| 6.                  | «Taking Chances»                               | Диогуарди Стюарт           | Шэнкс                                         | 4:07         |
| 7.                  | «That’s the Way It Is»                         | Лундин Мартин Карлссон     | Мартин Лундин                                 | 4:03         |
| 8.                  | «The Power of Love» (radio edit)               | Менде Деруж Раш Эпплгейт   | Фостер                                        | 4:49         |
| 9.                  | «Because You Loved Me»                         | Уоррен                     | Фостер                                        | 4:35         |
| 10.                 | «Tell Him» (дуэт с Барброй Стрейзанд)          | Томпсон Афанасьефф Фостер  | Фостер Афанасьефф                             | 4:51         |
| 11.                 | «Falling into You»                             | Стейнберг Ноуэлс Д'Убальдо | Ноуэлс Стейнберг                              | 4:18         |
| 12.                 | «I Drove All Night»                            | Стейнберг Келли            | Асторм Люпрано                                | 4:00         |
| 13.                 | «I’m Alive»                                    | Лундин Карлссон            | Лундин Уэйк Р. Джонс                          | 3:30         |
| 14.                 | «All by Myself» (edited single version)        | Кармен Рахманинов          | Фостер                                        | 4:00         |
| 15.                 | «Alone»                                        | Стейнберг Келли            | Муди                                          | 3:23         |
| 16.                 | «Immortality» (дуэт с Bee Gees)                | Б. Гибб Р. Гибб М. Гибб    | Афанасьефф                                    | 4:12         |
| 17.                 | «Beauty and the Beast» (дуэт с Пибо Брайсоном) | Менкен Эшман               | Афанасьефф                                    | 4:04         |
| 18.                 | «There Comes a Time»                           | Элофссон Родригес          | Кириаку                                       | 4:03         |
| Общая длительность: | Общая длительность:                            | Общая длительность:        | Общая длительность:                           | 78:11        |

| №                   | Название                              | Автор(ы)                                                       | Продюсер(ы)                 | Длительность |
| ------------------- | ------------------------------------- | -------------------------------------------------------------- | --------------------------- | ------------ |
| 1.                  | «River Deep, Mountain High»           | Гринвич Барри Спектор                                          | Стайнман Ринкофф            | 4:10         |
| 2.                  | «One Heart»                           | Шэнкс Диогуарди                                                | Шэнкс Диогуарди             | 3:24         |
| 3.                  | «I’m Your Angel» (дуэт с Ар Келли)    | Келли                                                          | Келли                       | 5:31         |
| 4.                  | «Only One Road»                       | Зиззо                                                          | Уэйк                        | 4:49         |
| 5.                  | «Pour que tu m'aimes encore»          | Жан-Жак Гольдман                                               | Гольдман Бензи              | 4:14         |
| 6.                  | «You and I»                           | Нова Жак Дюваль                                                | Нова Асторм                 | 4:05         |
| 7.                  | «To Love You More» (radio edit)       | Фостер Джуниор Майлз                                           | Фостер                      | 4:42         |
| 8.                  | «Eyes on Me»                          | Лундин Саван Котеча Дельта Гудрем                              | Лундин                      | 3:53         |
| 9.                  | «Have You Ever Been in Love»          | Андерс Багге Асторм Том Николс Дэрил Холл Лайла Багге Вальгрен | Багге Асторм                | 4:08         |
| 10.                 | «The Reason»                          | Кинг Хадсон Уэллс                                              | Джордж Мартин Джилс Мартин  | 5:01         |
| 11.                 | «Seduces Me»                          | Дэн Хилл Джон Ширд                                             | Рик Хан Хилл Джон Джонс     | 3:46         |
| 12.                 | «The First Time Ever I Saw Your Face» | Юэн Макколл                                                    | Фостер                      | 4:09         |
| 13.                 | «Dance with My Father»                | Вандросс Маркс                                                 | Джем Льюис Райт             | 4:38         |
| 14.                 | «Mislead»                             | Зиззо Джимми Бралауэр                                          | Уэйк                        | 3:30         |
| 15.                 | «Love Can Move Mountains» (edit)      | Уоррен                                                         | Уэйк                        | 4:01         |
| 16.                 | «Call the Man»                        | Хилл Синфилд                                                   | Стайнман Ринкофф Джефф Бова | 6:08         |
| 17.                 | «Goodbye’s (The Saddest Word)»        | Роберт Джон «Матт» Ланг                                        | Ланг                        | 5:19         |
| 18.                 | «The Prayer» (дуэт с Андреа Бочелли)  | Байер-Сейджер Фостер Теста Ренис                               | Фостер Ренис Байер-Сейджер  | 4:29         |
| Общая длительность: | Общая длительность:                   | Общая длительность:                                            | Общая длительность:         | 79:57        |

| №                   | Название                                                   | Автор(ы)               | Продюсер(ы)                              | Длительность |
| ------------------- | ---------------------------------------------------------- | ---------------------- | ---------------------------------------- | ------------ |
| 1.                  | «My Heart Will Go On» (Tony Moran's anthem vocal mix)      | Хорнер Дженнингс       | Афанасьефф Хорнер Тони Моран             | 9:43         |
| 2.                  | «That’s the Way It Is» (The Metro club remix)              | Лундин Мартин Карлссон | Мартин Лундин Брайан Роулинг Марк Тейлор | 5:29         |
| 3.                  | «I Drove All Night» (Hex Hector extended vocal import mix) | Стейнберг Келли        | Асторм Люпрано Хекс Гектор               | 7:55         |
| 4.                  | «I Want You to Need Me» (Thunderpuss radio mix)            | Уоррен                 | Мэтт Серлетик Thunderpuss                | 4:33         |
| 5.                  | «Mislead» (MK's history remix)                             | Зиззо Бралауэр         | Уэйк Марк Кинчен                         | 6:41         |
| Общая длительность: | Общая длительность:                                        | Общая длительность:    | Общая длительность:                      | 34:21        |

| №                   | Название                                       | Автор(ы)                   | Продюсер(ы)             | Длительность |
| ------------------- | ---------------------------------------------- | -------------------------- | ----------------------- | ------------ |
| 1.                  | «Where Does My Heart Beat Now»                 | Джонсон Родс               | Нил                     | 4:33         |
| 2.                  | «Beauty and the Beast» (дуэт с Пибо Брайсоном) | Менкен Эшман               | Афанасьефф              | 4:04         |
| 3.                  | «If You Asked Me To»                           | Уоррен                     | Рош                     | 3:55         |
| 4.                  | «Love Can Move Mountains» (edit)               | Уоррен                     | Уэйк                    | 4:01         |
| 5.                  | «My Love» (live version)                       | Перри                      | Перри                   | 5:04         |
| 6.                  | «The Power of Love» (radio edit)               | Менде Деруж Раш Эпплгейт   | Фостер                  | 4:49         |
| 7.                  | «Pour que tu m’aimes encore»                   | Жан-Жак Гольдман           | Гольдман Бензи          | 4:14         |
| 8.                  | «(You Make Me Feel Like) A Natural Woman»      | Гоффин Кинг Векслер        | Фостер                  | 3:40         |
| 9.                  | «Because You Loved Me»                         | Уоррен                     | Фостер                  | 4:35         |
| 10.                 | «Falling into You»                             | Стейнберг Ноуэлс Д’Убальдо | Ноуэлс Стейнберг        | 4:18         |
| 11.                 | «The Power of the Dream»                       | Фостер Бэбифейс Томпсон    | Фостер Бэбифейс         | 4:30         |
| 12.                 | «It’s All Coming Back to Me Now»               | Стайнман                   | Стайнман Ринкофф Биттан | 7:37         |
| 13.                 | «All by Myself»                                | Кармен Рахманинов          | Фостер                  | 5:08         |
| 14.                 | «River Deep, Mountain High»                    | Гринвич Барри Спектор      | Стайнман Ринкофф        | 4:10         |
| 15.                 | «Tell Him» (дуэт с Барброй Стрейзанд)          | Томпсон Афанасьефф Фостер  | Фостер Афанасьефф       | 4:51         |
| Общая длительность: | Общая длительность:                            | Общая длительность:        | Общая длительность:     | 69:29        |

| №                   | Название                             | Автор(ы)                         | Продюсер(ы)                                   | Длительность |
| ------------------- | ------------------------------------ | -------------------------------- | --------------------------------------------- | ------------ |
| 1.                  | «My Heart Will Go On»                | Хорнер Дженнингс                 | Афанасьефф Хорнер                             | 4:41         |
| 2.                  | «To Love You More» (radio edit)      | Фостер Джуниор Майлз             | Фостер                                        | 4:42         |
| 3.                  | «Immortality» (дуэт с Bee Gees)      | Б. Гибб Р. Гибб М. Гибб          | Афанасьефф                                    | 4:12         |
| 4.                  | «I’m Your Angel» (дуэт с Ар Келли)   | Келли                            | Келли                                         | 5:31         |
| 5.                  | «The Prayer» (дуэт с Андреа Бочелли) | Байер-Сейджер Фостер Теста Ренис | Фостер Ренис Байер-Сейджер                    | 4:29         |
| 6.                  | «That’s the Way It Is»               | Кристиан Лундин Мартин Карлссон  | Мартин Лундин                                 | 4:03         |
| 7.                  | «A New Day Has Come» (radio remix)   | Нова Моккио                      | Уэйк Афанасьефф Нова Р. Джонс Баркхолдер Долд | 4:23         |
| 8.                  | «I’m Alive»                          | Лундин Карлссон                  | Лундин Уэйк Р. Джонс                          | 3:30         |
| 9.                  | «Ten Days»                           | Нова Форестье Палмас             | Пальмас                                       | 3:37         |
| 10.                 | «I Drove All Night»                  | Стейнберг Келли                  | Асторм Люпрано                                | 4:00         |
| 11.                 | «One Heart»                          | Шэнкс Диогуарди                  | Шэнкс Диогуарди                               | 3:24         |
| 12.                 | «Taking Chances»                     | Диогуарди Стюарт                 | Шэнкс                                         | 4:07         |
| 13.                 | «There Comes a Time»                 | Элофссон Родригес                | Кириаку                                       | 4:03         |
| 14.                 | «Dance with My Father»               | Вандросс Маркс                   | Джем Льюис Райт                               | 4:38         |
| 15.                 | «I Knew I Loved You»                 | Морриконе А. Бергман М. Бергман  | Кайола К. Джонс                               | 4:31         |
| Общая длительность: | Общая длительность:                  | Общая длительность:              | Общая длительность:                           | 63:51        |

## Чарты
| Чарт (2008—2010)                    | Позиция |
| ----------------------------------- | ------- |
| Австралия (ARIA)                    | 24      |
| Австрия (Ö3 Austria)                | 37      |
| Бельгия/Валлония (Ultratop)         | 3       |
| Бельгия/Фландрия (Ultratop)         | 1       |
| Великобритания (UK Albums Chart)    | 5       |
| Венгрия (MAHASZ)                    | 8       |
| Германия (Offizielle Top 100)       | 24      |
| Греция / Иностранные альбомы (IFPI) | 10      |
| Дания (Hitlisten)                   | 4       |
| Европа (Music & Media)              | 6       |
| Ирландия (IRMA)                     | 1       |
| Испания (PROMUSICAE)                | 80      |
| Италия (Classifica album)           | 21      |
| Канада (Canadian Albums Chart)      | 2       |
| Квебек (ADISQ)                      | 3       |
| Мексика (Top 100 Mexico)            | 9       |
| Нидерланды (Album Top 100)          | 1       |
| Новая Зеландия (RMNZ)               | 10      |
| Польша (ZPAV)                       | 24      |
| Португалия (AFP)                    | 6       |
| Республика Корея (Gaon)             | 19      |
| США (Billboard 200)                 | 8       |
| Финляндия (Suomen virallinen lista) | 11      |
| Чехия (ČNS IFPI)                    | 24      |
| Швейцария (Schweizer Hitparade)     | 9       |
| Швеция (Sverigetopplistan)          | 6       |
| Шотландия (Scottish Albums Chart)   | 6       |

| Чарт (2008)                                               | Позиция |
| --------------------------------------------------------- | ------- |
| Бельгия/Валлония (Ultratop)                               | 60      |
| Бельгия/Фландрия (Ultratop)                               | 39      |
| Великобритания (OCC)                                      | 20      |
| Венгрия (MAHASZ)                                          | 38      |
| Дания (Hitlisten)                                         | 19      |
| Ирландия (IRMA)                                           | 17      |
| Мексика (AMPROFON)                                        | 78      |
| Нидерланды (Album Top 100)                                | 60      |
| Франция / Сборники (SNEP)                                 | 16      |
| Финляндия / Иностранные альбомы (Suomen virallinen lista) | 9       |
| Мир (IFPI)                                                | 42      |

| Чарт (2009)                 | Позиция |
| --------------------------- | ------- |
| Бельгия/Валлония (Ultratop) | 74      |
| Бельгия/Фландрия (Ultratop) | 32      |
| Венгрия (MAHASZ)            | 16      |
| Европа (Music & Media)      | 74      |
| Мексика (AMPROFON)          | 69      |
| Канада (Billboard)          | 28      |
| Нидерланды (Album Top 100)  | 36      |
| США (Billboard)             | 159     |

| Чарт (2010)          | Позиция |
| -------------------- | ------- |
| Великобритания (OCC) | 134     |

| Чарт (2011)          | Позиция |
| -------------------- | ------- |
| Великобритания (OCC) | 86      |

| Чарт (2012)          | Позиция |
| -------------------- | ------- |
| Великобритания (OCC) | 137     |

| Чарт (2013)          | Позиция |
| -------------------- | ------- |
| Великобритания (OCC) | 146     |

| Чарт (2014)                                  | Позиция |
| -------------------------------------------- | ------- |
| Бельгия/Валлония (Ultratop Mid Price Albums) | 19      |
| Бельгия/Фландрия (Ultratop Mid Price Albums) | 18      |

| Чарт (2015)                                  | Позиция |
| -------------------------------------------- | ------- |
| Бельгия/Фландрия (Ultratop Mid Price Albums) | 31      |

| Чарт (2016)                                  | Позиция |
| -------------------------------------------- | ------- |
| Бельгия/Фландрия (Ultratop Mid Price Albums) | 45      |

## Сертификации и продажи
| Регион | Сертификация  | Продажи   |
| --- | ------------- | --------- |
| Австралия (ARIA) | Платиновый    | 70 000    |
| Бельгия (BEA) | Платиновый    | 30 000*   |
| Великобритания (BPI) | 4× Платиновый | 1 200 000 |
| Венгрия (Mahasz) | Золотой       | 3000^     |
| Финляндия (Musiikkituottajat) | Золотой       | 16,027    |
| Германия (BVMI) | Золотой       | 100 000   |
| Ирландия (IRMA) | 2× Платиновый | 30 000^   |
| Канада (Music Canada) | 4× Платиновый | 320 000   |
| Мексика (AMPROFON) | Золотой       | 40 000^   |
| Нидерланды (NVPI) | Платиновый    | 60 000^   |
| Новая Зеландия (RMNZ) | Золотой       | 7500^     |
| США | —             | 543,667   |
| * Данные о продажах приведены только на основе сертификации. · ^ Данные о тиражах приведены только на основе сертификации. · Данные о продажах + прослушиваниях приведены только на основе сертификации. |               |           |

## The Essential
В июле 2011 года My Love: Ultimate Essential Collection был переиздан с тем же треклистом в рамках серии Sony Music The Essential. Продажи и сертификации этого релиза учитывались отдельно.

### Чарты
| Чарт (2011—2019)                         | Позиция |
| ---------------------------------------- | ------- |
| Австралия (ARIA)                         | 91      |
| Великобритания (UK Digital Albums Chart) | 66      |
| Греция (IFPI)                            | 45      |
| Ирландия (IRMA)                          | 24      |
| Польша (ZPAV)                            | 5       |
| Республика Корея (Circle)                | 44      |
| Франция (SNEP)                           | 117     |
| Франция / Альбомы бэк-каталога (SNEP)    | 19      |
| Шотландия (OCC)                          | 90      |

| Чарт (2019)   | Позиция |
| ------------- | ------- |
| Польша (ZPAV) | 81      |

### Сертификации
| Регион                                                                      | Сертификация | Продажи |
| --------------------------------------------------------------------------- | ------------ | ------- |
| Австралия (ARIA)                                                            | Золотой      | 35 000  |
| Польша (ZPAV)                                                               | Золотой      | 10 000  |
| Великобритания (BPI)                                                        | Серебряный   | 60 000  |
| Данные о продажах + прослушиваниях приведены только на основе сертификации. |              |         |

## История релиза
| Регион           | Дата             | Лейбл                           | Формат | Каталог                                       |
| ---------------- | ---------------- | ------------------------------- | ------ | --------------------------------------------- |
| Европа           | 24 октября 2008  | Columbia                        | CD     | 88697400492 88697401142 (французское издание) |
| Европа           | 24 октября 2008  | Columbia                        | 2CD    | 88697400502 88697401152 (французское издание) |
| Австралия        | 27 октября 2008  | Columbia                        | 2CD    | 88697374522                                   |
| Северная Америка | 28 октября 2008  | Columbia                        | CD     | 88697354132                                   |
| Северная Америка | 28 октября 2008  | Columbia                        | 2CD    | 88697374522                                   |
| Австралия        | 11 июля 2011     | Legacy Recordings The Essential | 2CD    | 88697936772                                   |
| Европа           | 15 июля 2011     | Legacy Recordings The Essential | 2CD    | 88697936772                                   |
| Северная Америка | 29 августа 2011  | Legacy Recordings The Essential | 3CD    | 886979487321                                  |
| Северная Америка | 13 сентября 2011 | Legacy Recordings The Essential | 2CD    | 886979487222                                  |